# Pro-cathédrale Notre-Dame-du-Perpétuel-Secours de San Fernando
Cette  cathédrale ne doit pas être confondue avec une autre cathédrale de Trinité-et-Tobago.
 D’autres cathédrales portent le nom de cathédrale Notre-Dame-du-Perpétuel-Secours.
La pro-cathédrale Notre-Dame-du-Perpétuel-Secours est une cathédrale catholique située à San Fernando, à Trinité-et-Tobago.

## Historique
Différentes églises ont été construites à cet emplacement avant que la cathédrale ne soit bâtie et dédiée à Notre-Dame-du-Perpétuel-Secours en 1975.